# Dokumenty Kujawskie i Mazowieckie przeważnie z XIII wieku
Dokumenty Kujawskie i Mazowieckie przeważnie z XIII wieku – wydawnictwo źródłowe grupujące 229 dokumentów dotyczących głównie Kujaw i Mazowsza, z których najstarszy, podrobiony dokument z połowy XIII wieku, datowany jest na 1174, a najpóźniejszy pochodzi z 1463. Wydawcą tego zbioru dokumentów był Bolesław Ulanowski, a samo wydawnictwo weszło w skład pozycji o tytule „Archiwum Komisyi Historycznej. Tom IV”, wydanej jako dwunasty tom serii Scriptores rerum Polonicarum (pol. Pisarze dziejów polskich) i jednocześnie figurującej jako numer 39 wśród pozycji Wydawnictw Komisji Historycznej Akademii Umiejętności w Krakowie w 1888 nakładem Akademii Umiejętności. Wydawnictwo to funkcjonuje również jako oddzielna odbitka o podwójnej paginacji wydana w Krakowie w 1887.

## Geneza wydawnictwa zawierającego dokumenty z obszaru Kujaw i Mazowsza
Uzasadniając wydanie kodeksu dyplomatycznego zawierającego dokumenty średniowieczne dotyczących Kujaw, ziemi łęczyckiej i Mazowsza Bolesław Ulanowski pisał we wstępie:
Tu [tj. w zbiorach im poświęconych] chaos panuje w wysokim stopniu. Obok wzorowo wydanych dokumentów, spotykamy w tychże samych publikacyjach przywileje z niesłychaną opieszałością drukowane [...]. Nigdzie zwłaszcza nie można się przy wyborze materyjału dopatrzeć przewodniej jakiejś myśli; nigdzie starania, aby znajdujący się pod ręką zasób dyplomatów wyzyskać w całości; nigdzie nie znać troski, żeby chociaż przynajmniej uprzedzić badacza, jak się na dane wydawnictwo ma zapatrywać. [...] wypada [więc] sprawdzić, o ile i w jakiej obfitości nie znajduje się w przeszukiwanych już nieraz [...] archiwach pomijany lub niedostrzeżony dotąd przez poprzedników materyjał.
W następstwie tej konstatacji wydawca przeprowadził kwerendę w najważniejszych archiwach w Królestwie Polskim i Wielkim Księstwie Poznańskim znajdując ponad 100 do tej pory nieopublikowanych dokumentów (głównie dotyczących Kujaw i Mazowsza) z samego wieku XIII. W Dokumentach Kujawskich i Mazowieckich Ulanowski zdecydował się zawrzeć również dokumenty dotyczące środkowej Polski i Mazowsza uprzednio już wydane drukiem, zgodnie ze swoimi zapatrywaniami, że [...] nowe dyplomataryjusze, Kujawski i Mazowiecki, powinny objąć, każdy z nich cały odnośny tak drukowany jak nie drukowany materyjał.

## Układ treści wydawnictwa
Bolesław Ulanowski zdecydował się na podzielenie dokumentów w Dokumentach Kujawskich i Mazowieckich na odrębne grupy w liczbie sześciu. Dwie pierwsze grupują dokumenty według organizacji, których dotyczą: klasztoru Norbertanek w Strzelnie i katedry płockiej. Dokumenty dotyczące klasztoru strzelneńskiego znajdowały się w 1885 jako depozyt w archiwum państwowym w Poznaniu, natomiast dokumenty katedry płockiej przechowywane były wówczas w archiwum kapitulnym w Płocku. Cztery kolejne części wydawnictwa grupują dokumenty już według klucza terytorialnego. Dokumenty kujawskie stanowiące blisko połowę (102) liczby wydanych dokumentów przechowywane były w chwili powstawania wydawnictwa w archiwum kapitulnym we Włocławku oraz w państwowym archiwum w Poznaniu. Dokumenty mazowieckie pochodziły z różnych archiwów rozsianych na obszarze objętym kwerendą. Wydawnictwo zamykają nieliczne dokumenty wielkopolskie oraz małopolskie i śląskie. Pozycję zamykają wykazy: chronologiczny dokumentów, osób, miejscowości, wreszcie rzeczy oraz errata i uzupełnienia.
| Część | Tytuł części                             | Zakres chronologiczny części | Liczba dokumentów | Numery stron w wydawnictwie | Uwagi |
| ----- | ---------------------------------------- | ---------------------------- | ----------------- | --------------------------- | --- |
| I     | Strzelno i jego najdawniejsze przywileje | 1212-1299                    | 19                | 115-148                     | zawiera również rozbiór krytyczny zamieszczonych dokumentów oraz krótką rozprawę o początkach klasztoru strzelneńskiego                         |
| II    | Dokumenty Katedry Płockiej               | 1206(?)-1307                 | 25                | 149-168                     | |
| III   | Dokumenty Kujawskie                      | 1224–1463                    | 102               | 169-282                     | |
| IV    | Dokumenty Mazowieckie                    | 1185–1386                    | 51                | 283-347                     | |
| V     | Dokumenty Wielkopolskie                  | 1174–1299                    | 19                | 348-372                     | |
| VI    | Dokumenty Małopolskie i Śląskie          | 1238–1386                    | 8                 | 373-381                     | |
|       | Wykazy                                   |                              |                   | 383-531                     | obejmuje: wykaz chronologiczny dokumentów (ss. 383-419), wykaz osób (ss. 421-458), wykaz miejscowości (ss. 459-508), wykaz rzeczy (ss. 509-531) |
|       | Errata i uzupełnienia                    |                              |                   | 532-533                     | |